# Хромія (дочка Ітона)
Хро́мія (дав.-гр. Χρωμία) — персонаж давньогрецької міфології, дочка царя міста Ітони Ітона і Меланіппи, внучка Амфіктіона, сестра Беота і Іодами. Була дружиною Ендіміона, від нього мала Етола, Пеона, Епея та Евкріду.